# تریسی میدندارف
تریسی میدندارف (انگلیسی: Tracy Middendorf؛ زادهٔ ۲۶ ژانویهٔ ۱۹۷۰) یک هنرپیشه اهل ایالات متحده آمریکا است.

## گزیدهٔ آثار

### سینما
- مأموریت غیرممکن ۳ (۲۰۰۶)
- فقط آب اضافه کنید (۲۰۰۸)

### تلویزیون
- آخرین کشتی (۲۰۱۴)
- ذهن‌های مجرم (۲۰۱۱)
- منتالیست (۲۰۱۲–۲۰۱۰)
- امپراتوری بوردواک (۲۰۱۰)
- استخوان‌ها (۲۰۰۹)
- قانون و نظم: واحد قربانیان ویژه (۲۰۰۷)
- لاست (۲۰۰۷)
- دکتر هاوس (۲۰۰۵)
- سی‌اس‌آی (۲۰۰۳ و ۲۰۰۹)
- آلیاس (۲۰۰۳)
- ۲۴ (۲۰۰۲)
- تونل زمان (۲۰۰۲)
- شش فوت زیر زمین (۲۰۰۱)
- آخرین کشتی
- پرونده‌های اکس (۲۰۰۰)
- آنجل (۱۹۹۹)